# Полое (Мордовия)
Полое — село в Ардатовском районе Мордовии. Входит в состав Кечушевского сельского поселения.

## История
Впервые упоминается в документах 1670 года. В «Списке населённых мест Симбирской губернии» (1863 г.) Полое село разных ведомств из 46 дворов Ардатовского уезда.

## Население
| 2002 | 2010 |
| ---- | ---- |
| 213  | ↘154 |